# Tambura samica
Tambura samica je hrvatsko tradicijsko žičano narodno glazbalo.

## Kratka povijest
Tamburu samicu su u hrvatske krajeve s istoka donijeli Turci u doba svojih osvajanja. Kasnije su je proširili nomadi, a najviše se zadržala u predjelima Slavonije i Baranje. Samica je u prošlosti bila prisutna u raznim prigodama: čobani su njome kratili vrijeme dok su čuvali stoku na ispaši, svirala se na čijalu i sijelu, po prelima i komušalištima, uz nju se pjevalo i veselilo prilikom završetka poljskih radova... U vremenu prije Paje Kolarića i razvoja tambure i tamburaške glazbe samica je bila čest pratilac lirske narodne pjesme i plesa.

## Različiti lokalni nazivi
Tamburu samicu u hrvatskom narodu zovu još i samica, danguba, dangubica, kuterevka, kozarica, potpalac, razbibriga, tikvara ili jednostavno tamburica. U Slavoniji se najčešće za tamburu samicu govorilo – samica. Lička varijanta tambure samice – danguba, dangubica ili kuterevka – nešto je duža, odnosno veća od slavonske ili baranjske, a zbog dublje je ugodbe i tamnije boje tona. Osim u Slavoniji, Baranji i Lici, samicu i njoj sličnu vrstu tambura danas možemo naći i u sjevernoj Hrvatskoj oko Bjelovara, Kordunu, Gorskom kotaru i Dalmaciji oko Sinja. Hrvati u Bosanskoj Posavini svoju šargiju i danas katkada nazivaju tamburom samicom.

## Dijelovi i način ugodbe tambure samice
Isto kao i u ostalih vrsta tambura, osnovni dijelovi tambure samice su glava, vrat i tijelo (trup, korpus). Sva tri osnovna dijela tambure samice najčešće su izrađeni u jednom komadu i najčešće od lipova, javorova, šljivina, trešnjina, kruškina, brijestova ili jasenova drva. Na glavi se nalaze četiri drvene čivije na koje se namataju žice. U novije vrijeme mnogi graditelji starinske čivije zamjenjuju metalnim mehanizmom koji,  iako odudara od tradicije, olakšava ugodbu samice. Između glave i vrata nalazi se kobilica od kosti ili tvrdoga drveta: na njoj su četiri utora uz pomoć kojih se preko polja hvataljke (gornje strane vrata) i konjića na glasnjači napinju žice do zapinjače pri dnu tijela tambure samice. Kobilica i konjić drže žice na istom razmaku. Izdubljeno tijelo samice pokriva glasnjača, daska koju najčešće izrađuju od smrekovine ili jelovine i na kojoj ima jedan veći ili više manjih otvora.
Svaka tambura samica ima četiri žice, točnije dva para žica. Parovi žica jednake debljine ugađaju se unisono (na istu tonsku visinu) u intervalu čiste kvarte. To u praksi znači da ako prvi par žica ugodimo na ton e2, drugi par žica treba ugoditi na h1. Svirači – samičari – su često sami, prema vlastitim (vokalnim) mogućnostima i potrebama, izrađivali svoja glazbala pa je tako i visina ugodbe ovisila o veličini samice i debljini žica. Nekoć su se rabile samice štimane od a1 pa do g2, a danas su najčešće u uporabi one in D (d2) i in E (e2).

## Vanjske poveznice
- Lički forum ZK Stajnica: Tamburica kuterevka  Arhivirana inačica izvorne stranice od 5. ožujka 2016. (Wayback Machine)
- ATLAS of Plucked Instruments (engl.)